# Mene de Mauroa
Mene de Mauroa – miasto w Wenezueli, w stanie Falcón.